# Ambositra (district)
Ambositra is een district van Madagaskar in de regio Amoron'i Mania. Het district telt 248.587 inwoners (2011) en heeft een oppervlakte van 3.199 km², verdeeld over 21 gemeentes. De hoofdplaats is Ambositra.